# Klubhus
Et klubhus er – som navnet siger – et hus for en klub.
Klubhuse opstår som regel i forbindelse med større idrætsgrene, især udendørssport har behov for sådanne.
Det kan være alt fra et lille skur til en større paradebygning, og formålet er at skaffe overdækket plads til omklædning, bad, møder, kantine mv.
Et klubhus fremmer klubånden – det er et samlingspunkt for foreningers virke.
En klubsang eller kampsang kan også øge sammenholdet i en klub.